# مقاطعة لويزا (فيرجينيا)
 مقاطعة لويزا  (بالإنجليزية:  Louisa County)‏ هي إحدى المقاطعات في ولاية فيرجينيا في الولايات المتحدة الأمريكية.

## أعلام
- ويليام كروفورد
- إتش ر. هاندلي
- ويليام إي. كاميرون
- ديفيد جونسون
- هنري دانييل
- جوزيف وينستون
- ويليام مكومب